# Bruno Forte
Bruno Forte (ur. 1 sierpnia 1949 w Neapolu) – włoski duchowny katolicki, arcybiskup Chieti-Vasto od 2004.

## Życiorys
Święcenia kapłańskie przyjął 18 kwietnia 1973 z rąk kardynała Corrado Ursiego. Doktoryzował się na uniwersytecie w Neapolu. Kontynuował studia w Tybindze i Paryżu. Inkardynowany do archidiecezji Neapolu, zajmował się przede wszystkim pracą naukową. Był m.in. rektorem Papieskiego Wydziału Teologicznego Południowych Włoch, a także członkiem Papieskiej Akademii Teologicznej i Międzynarodowej Komisji Teologicznej. W kwietniu 2004 otrzymał tytuł Doktora honoris causa Katolickiego Uniwersytetu Lubelskiego.
26 czerwca 2004 został mianowany ordynariuszem archidiecezji Chieti-Vasto. Sakry biskupiej udzielił mu kard. Joseph Ratzinger – późniejszy papież Benedykt XVI.